# Militærmuseer i Danmark
I Danmark findes et antal museer, som har udstillinger om militære emner. De kan være statslige museer eller selvejende institutioner, som er helt eller delvis selvfinansieret.
Militære museer kan dække et eller flere værn fra det danske militære forsvar, som omfatter:
- Hæren
- Flyvevåbnet
- Søværnet
- Hjemmeværnet

Følgende museer viser udstillinger fra Hæren:
- Tøjhusmuseet i København
- Aalborg Forsvars- og Garnisonsmuseum
- Forsvarsmuseet på Bornholm
- Artillerimuseet i Varde
- Pansermuseet i Oksbøl
- Panzermuseum East

Udstillinger om Flyvevåbnet findes på:
- Danmarks Flymuseum i Stauning
- Aalborg Forsvars- og Garnisonsmuseum

Følgende museer viser udstillinger om Søværnet:
- Orlogsmuseet i København
- Aalborg Søfarts- og Marinemuseum

Udstillinger om Hjemmeværnet findes på:
- Hjemmeværnsmuseet i Frøslev
- Aalborg Forsvars- og Garnisonsmuseum